# 향수

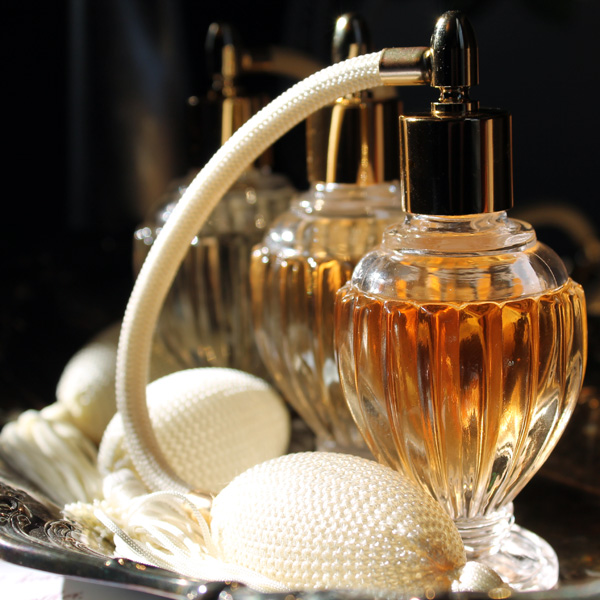

어원인 라틴어 ‘Per Fumum’은 ‘연기를 통한다’는 의미를 담고 있는 향수(香水)는인류가 최초로 사용한 화장품이라고 볼 수 있다. 약 5,000년 전의 고대 사람들이 종교적 의식, 곧 신과 인간과의 교감을 위한 매개체로 사용한데서부터 시작되었다. 향수 원액의 농도에 따라 퍼퓸, 오드퍼퓸, 오드투알레트, 오드콜로뉴 등으로 나눌 수 있다.

## 역사

### 기원

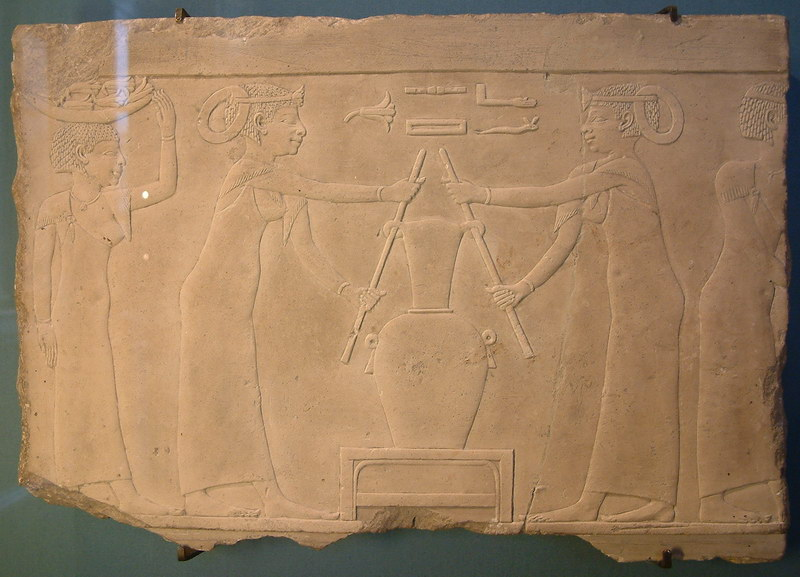
기원전 4세기 경, 백합 향수를 준비하는 모습을 담은 이집트 석판화

향수라는 뜻의 perfume은 '연기를 내어 통과한다'라는 의미의 라틴어인 perfumare에서 나왔다. 향수의 기원은 종교적 의식, 곧 신과 인간과의 교감을 위한 매개체로부터 출발하는데, 그 역사는 메소포타미아 문명과 고대 이집트 문명 시기인 약 5,000년 전으로 거슬러 올라간다. 신을 신성하게 여겨온 고대의 사람들은 신에게 제사를 지낼 때 몸을 청결히 하고, 향기가 풍기는 나뭇가지를 태우고, 향나무잎으로 즙을 내어 몸에 발랐다고 한다.
고대의 향료는 훈향(薰香)으로서 종교의식에 사용되었고 몸 또는 의복에 부착하는 풍습은 몸의 청정감과 함께 정신미화를 위하여 비롯된 것이다. 방향의 발상지는 파미르 고원의 힌두교국인 인도라는 것이 정설이다. 인더스 문명(3300 BC – 1700 BC) 시기에는, 향료와 향료 제조소가 있었다. 식물에서 추출한 에센셜 오일인 '이타(Ittar)'를 증류했다는 기록이 힌두 아유르베다 의학서인 차라카 삼히타와 수스루타 삼히타에 있다. 인도에는 후추를 비롯해서 침향 ·백단, 그 밖에 열대성 향료식물이 많아서 힌두교의 분향의식에 부족함이 없었다고 한다.

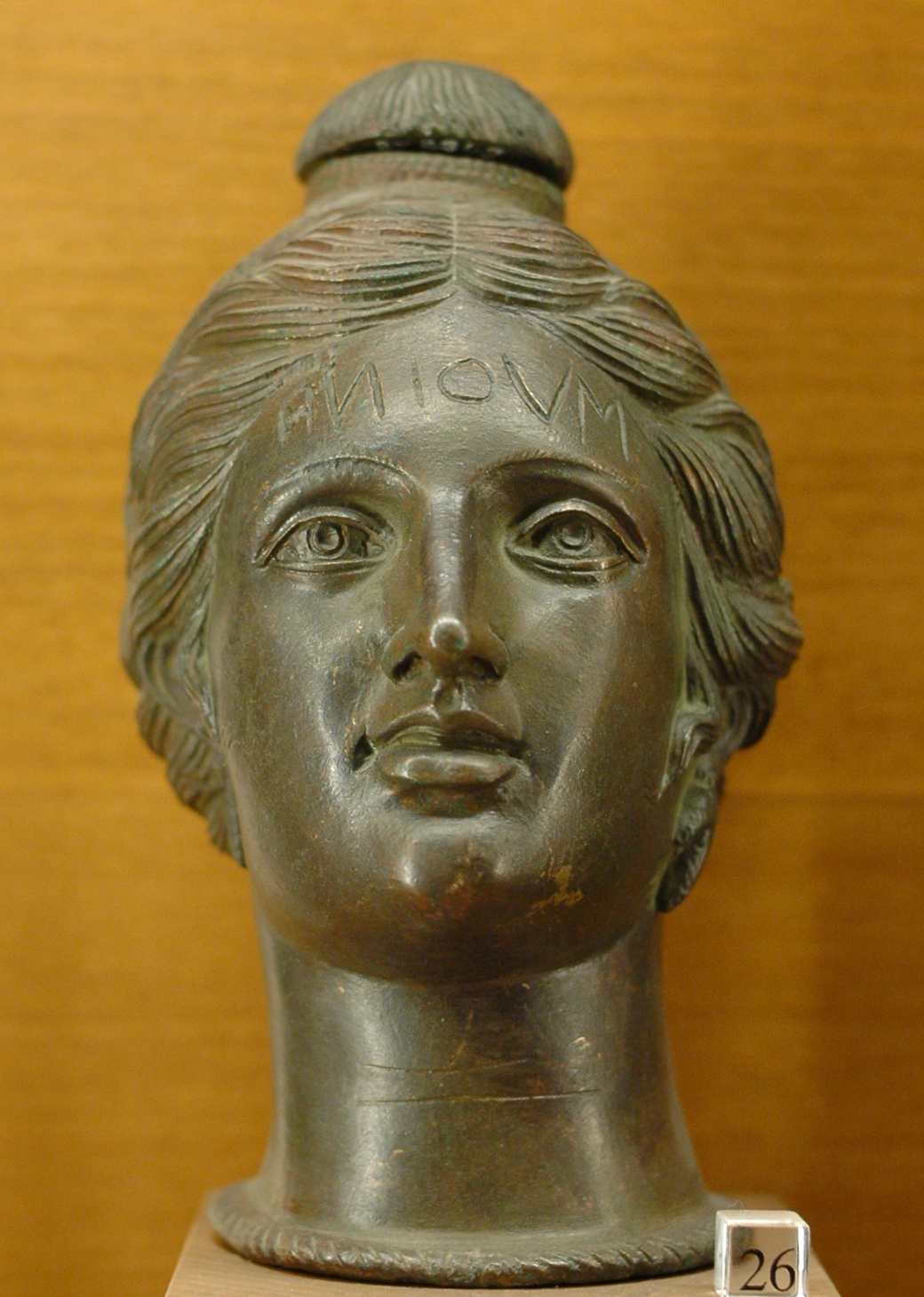
에트루리아 여인의 머리를 닮은 향수 용기, 기원전 2세기 경

2004년과 2005년에 고고학자들은 키프로스(사이프로스) 피르고스 지방에서 세계에서 가장 오래된 향수를 발견했다. 이 향수는 4000년 전 것이다. 그들은 4000평방미터의 작업장을 발견했는데, 적어도 60개의 증류기, 섞는 그릇, 굴뚝, 향수 통이 있었다. 고대에 사람들은 꽃 뿐만아니라 아몬드, 고수_(식물), 은매화, 베르가못, 그리고 구과식물을 이용하여 향수를 만들었다.
이렇게 보면 향수는 인류가 최초로 사용한 화장품인 셈이다. 그후 향수는 이집트 문명권을 거쳐 그리스와 로마 등지로 퍼져 귀족계급의 기호품이 되었다. 당시의 상인들은 부피가 작고 값이 비싼 향료를 화폐 대용으로 사용하였다고도 한다. 한국에서도 오래 전에 향수가 보급되었는데 372년에 고구려의 승려가, 382년에 백제의 승려가 각각 중국에 파견되었다가 돌아오면서 향료도 함께 수입하였다고 한다.
향료 사용의 대중화는 신라시대의 귀부인들로부터이며, 그것은 향료주머니, 즉 향낭(香囊)을 몸에 지녔다는 것으로 그 사실을 알 수 있다. 근대적 의미의 향수가 나온 시기는 1370년경으로서, 지금의 ‘오 드 트왈렛’풍의 향수인 ‘헝가리 워터’가 발명되었다. 이것은 헝가리의 왕비인 엘리자베스를 위해 만들어진 것으로서 증류향수이며, 최초의 알코올 향수이다. 이 향수로 인하여 그녀는 70세를 넘은 나이에도 불구하고 폴란드의 왕으로부터 구혼을 받기까지 했다고 한다.
그뒤 1508년 이탈리아의 피렌체에 있는 성 마리베라의 도미니크회 수도사가 향료조제용 아틀리에를 개설, ‘유리향수’를 제조하면서부터 그 전성기를 맞게 되었다. 1533년에는 피렌체의 명문가문인 메디치가(家)의 딸 카트린 드 메디시스와 프랑스의 앙리 2세가 결혼하면서 그녀의 조향사(造香師)인 L.비앙코가 프랑스로 건너가 파리에서 향료 ·향수가게를 열었는데 이것이 최초의 향수전문점이다.

### 산업으로의 발전
향수가 산업으로서 발전하기 시작한 시기는 17세기 프랑스의 루이 14세 시대부터라고 할 수 있다. 당시에는 피혁제품이 주류를 이루고 있었는데, 무두질 기술(가죽을 부드럽게 다루는 일)이 보급되어 있지 않았기 때문에 가죽에서 나는 특유의 악취를 없애기 위한 향료와 향수가 필수품이었다.
오늘날 향기의 고향으로 알려진 남프랑스의 그라스 지방은 피혁제품의 생산지로 유명했던 곳으로, 무두질한 가죽의 부가가치를 높일 목적으로 향료를 사용했다는 점을 통해 그 사실을 추정할 수 있다. 프랑스 궁정에서도 많은 향수가 애용되었는데, 주로 오렌지꽃(네롤리)과 히아신스가 애용되었다고 한다. 특히 루이 14세는 향수에 남다른 관심을 보였다고 전해진다.
한편 오 드 콜롱(Eau de Cologne)은 18세기 초 독일의 쾰른에서 제조된 향수이다. 나폴레옹 원정 때 파리에 전해지면서 크게 유행한 것으로 14세기 로즈메리와 알코올로 만들어진 헝가리 향수가 그 유래이다. 그뒤 1709년 이탈리아 출생의 J.M.파리나가 독일의 쾰른으로 이주한 뒤, 베르가모트유(油), 오렌지유(이상 감귤계), 네롤리유(장미향계) 등으로 화장수를 만들어 제품화하였다. 이것은 오드콜로뉴(Eau de Cologne:콜로뉴는 쾰른의 프랑스어 발음), 즉 ‘쾰른의 물’이라는 이름으로 판매되었다. 당시 이 제품은 유럽 전역에 걸쳐 크게 유행하였다.
19세기 중엽에 이르러서는 산업화의 진전과 더불어 화학합성 향료가 개발되면서 향수의 대량생산이 이루어졌다. 이전까지는 천연향료만을 사용해왔던 탓으로 향료와 향수는 귀족계급의 전유물로 여겨져 왔으나 합성원료의 등장으로 향료·향수의 대중화가 이루어진 것이다.
특히, 자크 겔랑 의해 대중화가 급속도로 이루어졌는데, 뵐르 블루, 미츠코, 보르 드 뉘(야간비행) 등은 그의 대표적 향수로 알려져 있다. 그뒤에도 향수는 유명 디자이너들에 의해 패션 산업에 도입되었는데, 이는 근대 향수산업의 발달을 크게 진전시키는 계기로 받아들여진다. 대표적 인물로는 샤넬, 랑뱅, 장 파투, C.디오르, P.카르댕, 지방시, 마담 그레구치, 이브 생 로랑 등이 있다.

## 희석 정도에 따른 향수의 분류

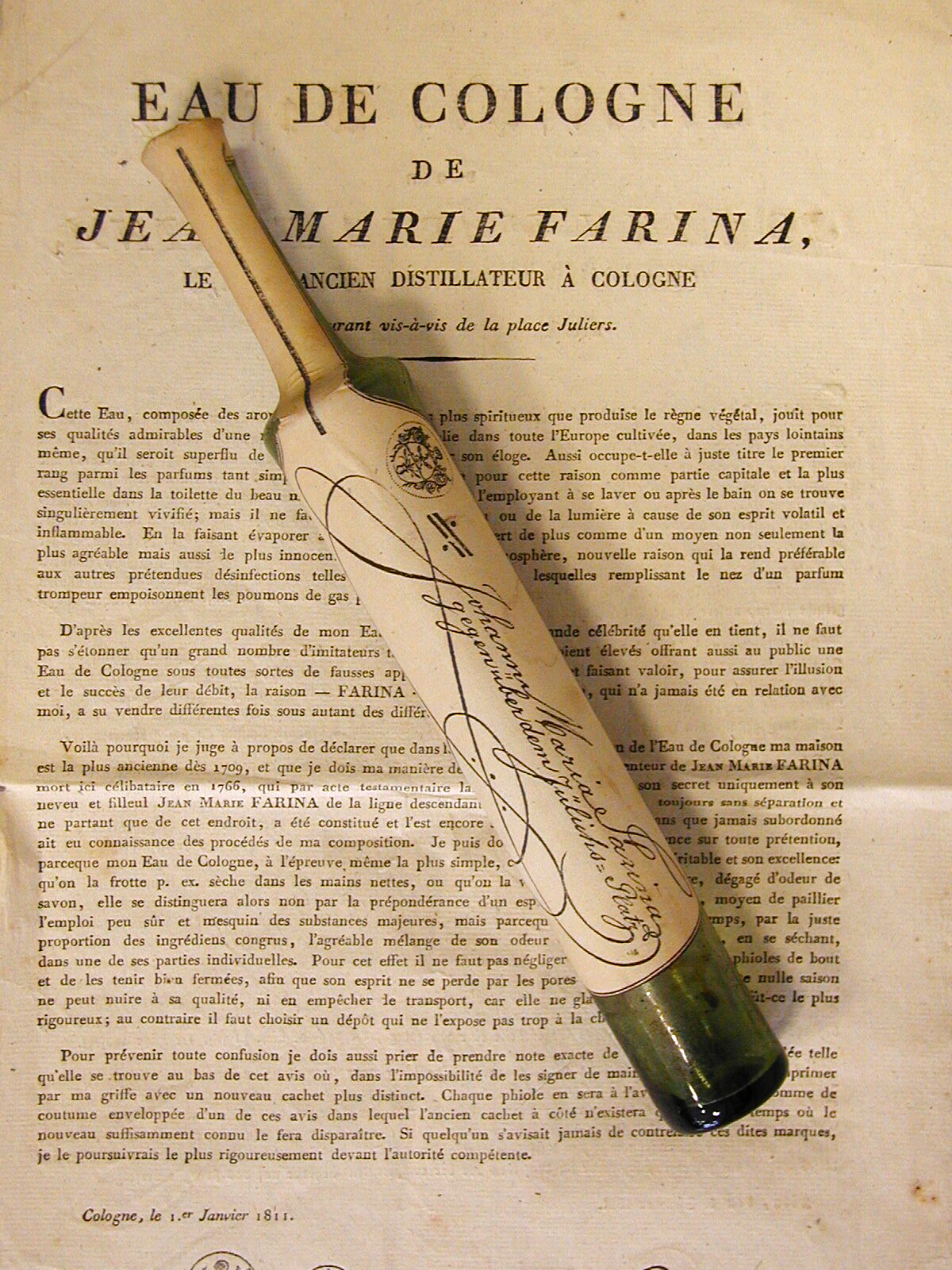
Original Eau de Cologne flacon 1811, from Johann Maria Farina, Farina gegenüber

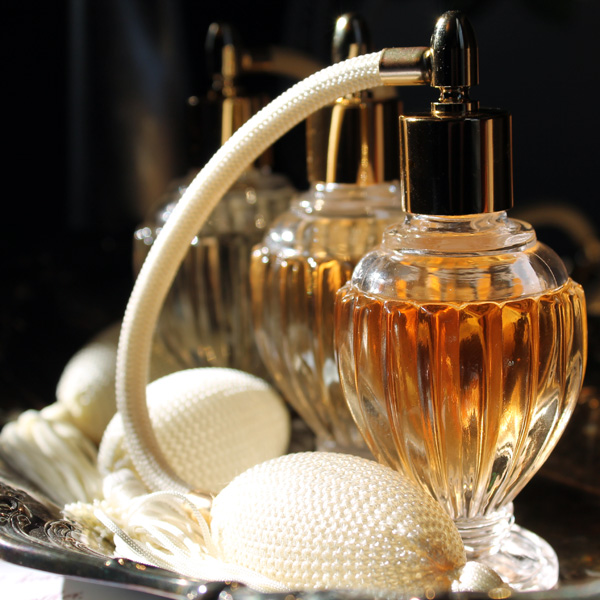
Vintage atomizer perfume bottle

- 파르푕(Parfum): 가장 농도가 진한 것이다. 부향률이란 향수 원액과 알콜의 비율을 말하며, 부향률이 높다는 것은 원액이 더 많다는 뜻이다. 파르펑의 부향률은 15~40%이다. (IFRA 기준으로는 대략 20%에 해당한다.)
- 에스프리드파르푕 (Esprit de Parfum, ESdP): 오드파르푕과 파르푕의 중간에 해당한다. 부향률은 15~30%이다. 에스프리드파르푕 등급은 흔히 사용되지 않는다.
- 오드파르푕 (Eau de Parfum, EdP), 파르푕드투알레트 (Parfum de Toilette, PdT): 부향률은 10~20%이고 일반적으로는 15%이다. 파프푕드투알레트는 1980년대에 많이 쓰였으며 지금은 잘 쓰이지 않는 용어이다.
- 오드투알레트 (Eau de Toilette, EdT) : 부향률이 5~15%이며 일반적으로는 10%이다.
- 오드콜로뉴 (Eau de Cologne, EdC): 3~8%의 부향률을 가진다. 일반적으로는 5%이다. 콜류뉴라는 단어가 가지는 애매한 속성에 대해서는 아래에 부연 설명이 있다.
- 여기에서 분류된 용어들 이외에도 향수 회사들은 "스플래쉬", "미스트" "베일" 혹은 다른 정확하지 않은 용어를 사용한다. 대개 이런 제품들은 3% 이하의 부향률을 가진다.

콜로뉴이라는 단어에 대해서는 많은 혼란이 있는데, 여기에는 세 가지 의미가 있다. 첫 의미이자 가장 오래된 정의는 과일, 꽃, 나무 재료를 통해서 만들어진 시트러스에 기반한 향기 나는 물질을 말한다. 이 용어는 독일의 쾰른 지방에서 탄생했다. 이런 형태의 "고전적인 콜류뉴"는 중성적인 혼합물을 가리키는 말로서 "이것들은 기본적으로는 시트러스의 혼합물로 향기가 나지만, 향수는 아니었다." 여기에 대한 예로서는 Mäurer & Wirtz's 4711 (1799년 작)과 Guerlain's Eau de Cologne Impériale (1853)가 있다.
20세기에 콜로뉴라는 단어는 두번째 의미를 가지게 되었다. 향수회사들은 향수의 사용층을 늘리기 위해서, 그들의 제품들 중 그리 진하지는 않은 것들을 콜롱이라고 부르기 시작했다. 예를 들어 Guerlain은 그들의 대표작인 Shalimar에 대해서 오드콜로뉴 등급을 부여했다. 고전적인 콜로뉴와는 달리, 이러한 형태의 향수들은 순수한 파르펑에 비해 상당히 가볍고, 희석된 버전이었다. 콜로뉴 버전은 흔히 그 회사의 향수 등급 중에 가장 희석된 것을 일컫는 말이었다.
마지막으로, 콜로뉴라는 단어는 영어로 들어와서는, 그 농도에 관련 없이 남성이 사용하는 향수를 일컫는 말이 되었다. 실제로 남성이 오드투알레트 등급의 향수를 쓰고 있다고 할지라도, "그는 향수를 사용했다."라는 의미로서 "콜로뉴를 사용했다."라고 쓰이게 되었다. 똑같은 문제가 "파르푕"이라는 단어에도 있는데, 이것이 여성에게 판매하는 향수에 대한 일반적인 어휘가 되어서, 그것이 원액 추출물에 해당하는 파르푕이 아니라고 하더라도, 그냥 "파르푕"이라고 사용하게 되었다.
고전적인 콜로뉴라는 표현은 유럽에서 17세기에 처음으로 만들어졌으며, 파르푕 등급을 받은 첫번째 향수는 1889년에 탄생한 Guerlain의 Jicky라는 작품에서였다. 오드투알레트 등급은 20세기에 들어서면서 탄생했으며, 오드파르푕, 파르푕드투알레트 등급은 가장 최근에 생겨난 것으로 1970년대에 탄생했으며, 1980년대에 와서야 대중적으로 알려지게 되었다.

### 정확하지 않은 용어 구분
희석 정도에 따른 향수의 분류 항목에서 볼 수 있듯이 등급에 따른 부향률의 범위가 상당히 넓다. 이는 향수 등급이 정확하게 쓰이지는 않는다는 것을 잘 보여준다.

### 용제의 종류
퍼퓸 오일(perfume oil)은 보통 용제에 희석된다. 물론 꼭 희석을 해야 하는지에 대해서는 논란이 있다. 가장 흔한 퍼퓸 오일 희석을 위한 용제는 에탄올 혹은 물과 에탄올의 혼합물이다. 퍼퓸 오일은 분별된 코코넛 기름과 같은 중립적인 향의 기름이나 호호바 기름과 같은 액체 밀랍에 의해서도 희석될 수 있다.

## 지속 시간에 따른 향수 구분[4]
-퍼퓸(perfume): 평균 6~7 시간 정도 향이 가장 오래 감
-오드퍼퓸(eau de perfume): 퍼퓸보다 조금 연해서 5~6 시간 정도 지속
-오드뜨왈렛(eau de toilette): 3~5시간 지속되며 대중적인 농도임
-오드콜로뉴(eau de cologne): 가장 연한 향수 종류 축에 속하며 부담없이 편하게 1~2시간 지속

## 향수 노트[5]
-향수는 생성부터 소멸까지 단계별로 발향이 되는 특징을 지니고 있는데 이 단계를 탑노트 미들노트 베이스노트로 구분하고 있다. 발향의 시작과 동시에 맡을 수 있는 향이 탑노트(top note), 뿌린 후 30 분에서 1 시간 정도 지난 뒤 시작되는 미들노트(middle note), 그리고 그 후 향이 사라지기 전까지 남아있는 ‘잔향’으로 알려진 베이스노트(base note)로 나누어 말할 수 있다.

### 탑노트
향수 탑노트는 헤드노트(head note)라는 또다른 명칭을 가지고 있다. 탑노트는 향수를 시향지 또는 피부에 뿌린 후 발향이 될 때 느낄 수 있는 향이다. 보통 탑노트에서 좋은 향을 느낀 사람들이 구매를 하고는 한다. 하지만 탑노트는 30 분 이하의 시간만 지속된다. 따라서 일시적인 향이라고 할 수 있다. 보통은 느낌의 그린 계열이 많이 사용된다.

### 미들노트
미들노트는 향수의 ‘브랜드 아이덴티티’라고 한다. 하트노트(heart note), 소울노트(soul note)라고도 불린다. 그만큼 가장 핵심적인 단계이다. 조향사가 의도한 향이 발향되는 단계로 알려져 있다. 탑노트가 끝남과 동시에 1 시간 정도 지속된다. 따라서 우리가 누군가를 만나거나 스쳐 지나갈 때 자극하는 향들은 대부분 미들노트라고 생각하면 된다. 스파이시 계열이나 플로럴 계열과 같이 이미지와 컨셉이 명확한 향료들이 많이 사용된다.

### 베이스노트
향수의 베이스노트는 라스트노트(last note)라고도 불린다. 또다른 이름은 ‘잔향’이다. 향수 종류에 따라 남은 시간 동안 은은하게 남는다. 따로 세척이나 커버를 하지 않는다면 피부나 옷에 스며들 정도로 보류제 역할을 한다. 조향사에 따라 다르긴 하지만 대부분 대중적이고 저자극적이며 성질이 약한 향들이 많이 쓰인다.

## 향수의 사용과 보관
향수는 몸이나 옷에 뿌리면 그대로 남아 있는 것이 아니라 피부로부터 발산되는 체온 또는 체취와 함께 섞여서 향기가 난다. 향수는 손목 또는 목의 맥박이 뛰는 부분에 직접 뿌린다. 또한 의복에 향수를 뿌리게 되면 아무리 고급향수라도 얼룩질 염려도 있고, 향의 발산이 쉽게 되어 좋지 않다.
향수를 피부에 직접 뿌렸을 때는 태양광선이나 외기에 닿지 않도록 하는 것이 이상적이다. 직사광선을 받으면 피부염 또는 색소침착을 일으켜 기미가 생기는 경우가 있기 때문이다. 그리고 향수를 사용할 때 주의할 점은 향수병 입구가 직접 피부에 닿지 않도록 한다. 이는 피부의 지방이 향수병 입구를 통해 들어가 향수를 변질시킬 우려가 있기 때문이다.
향수는 잘 보관하지 않으면 향기가 발산되고 변색되는 일이 많으므로 직사광선이 비치지 않게 서랍이나 어두운 곳에 보관하는 것이 좋다. 또 향수는 온도에도 영향을 받는데 보통 15°C 정도가 적당하고 향수를 사용한 후에는 마개를 꼭 막아두도록 유의한다.

## 향수 사용기한
보통 향수의 사용기한은 제조연월과 관계없이 개봉 후 3년까지이며, 5년까지 사용해도 무방하다. 향수에 첨가된 알코올의 높은 보존력 때문에 쉽게 변질되지 않으니, 보관에만 유의하면 권장 사용기한을 넘겨 사용해도 이상이 없다.

## 제조사
- 딥티크
- 조 말론 런던
- 바이레도
- 디올
- 입생로랑
- 크리드 (브랜드)
- 아프리모

이외 구찌, 샤넬, 루이비통 등 수많은 브랜드가 있다.

## 참조
1. ↑  Roach, John (29 March 2007). "Oldest Perfumes Found on "Aphrodite's Island"". Archived from the original on 12 October 2013. Retrieved 21 June 2014.
2. ↑  "Ancient Perfumes Recreated, Put on Display in Rome". Fox News.
3. ↑  Giorgio Arman Clara D. Lepore 보관됨 2015-02-07 - 웨이백 머신
4. ↑  shin, Joseph (2016년 12월 25일). “향수 종류 : 탑노트 미들노트 베이스노트 꼭 체크하자”. 《시크릿 박스 오프너》. 2017년 6월 12일에 확인함.
5. ↑  shin, Joseph (2016년 12월 25일). “향수 종류 : 탑노트 미들노트 베이스노트 꼭 체크하자”. 《시크릿 박스 오프너》. 2017년 6월 12일에 확인함.